# Reino de Dublim

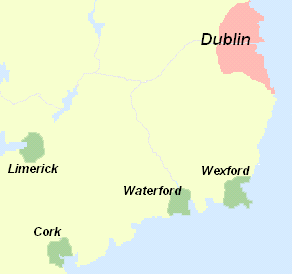
Mapa da presença Viking na Irlanda. No canto superior direito, em rosa, a extensão territorial máxima do Reino de Dublim, que perdurou de 853 e 1170

O Reino de Dublim (em nórdico antigo: Dyflin; em gaélico: Dubh Linn) foi um pequeno, mas poderoso enclave hiberno-nórdico e empório comercial que controlava fundamentalmente algumas porções da costa irlandesa em torno de Dublim, coincidindo aproximadamente com o atual Condado de Dublim. Os viquingues chegaram a esta zona em algum momento do século IX. No ano 841 já há evidências de longphorts viquingues em Irlanda. O reino foi-se gaelizando progressivamente, igual que sucedeu com outras regiões de tradição celta em diferentes períodos históricos, se produzindo um sincretismo cultural pelo qual lhos conheceu como nórdico-gaélicos.
No ano 988, Máel Sechnaill mac Domnaill liderou a conquista irlandesa do reino de Dublim, data que a tradição toma pela da fundação da cidade, apesar de que já tinha vários séculos de história. Em meados do século XI o Reino de Leinster começou a exercer grande influência sobre o de Dublim, apesar do qual este sobreviveu como Estado independente até a invasão normanda de Irlanda do ano 1171.

## Reis de Dublim
O reino foi governado por uma monarquia de origem escandinava, provavelmente noruega, adaptando-se à cultura gaélica a partir do reinado de Máel Sechnaill mac Domnaill. A dinastia hiberno-nórdica Uí Ímair foi a mais extensa, influente e poderosa em Dublim e outros territórios viquingues das Ilhas do Norte.